# Pseudogaurax
Pseudogaurax is een vliegengeslacht uit de familie van de halmvliegen (Chloropidae).

## Soorten
- P. anchora (Loew, 1866)
- P. floridensis Sabrosky, 1950
- P. signata (Loew, 1876)
- P. venustus (Czerny, 1906)